# Hakka kuen
Hakka Kuen é o termo cantonense para as artes marciais do povo hacá.
O centro das gentes de língua hacá fica situado na parte interior da Província de Cantão a leste do Delta do Rio das Pérolas.
De acordo com Steve Martin, professor do estilo do Dragão, o Hakka Kuen foi influenciado pelo lendário monge Gee Sim Sim See que ensinou em Cantão e na provincia vizinha de Fujian no séc. XVIII.
Independentemente da veracidade histórica ou não de Gee Sim, as semelhanças entre o Hakka Kuen e as artes marciais de Fujian leva a pensar que deve haver um parentesco próximo entre elas.
De acordo com Leung Ting, o dirigente do ramo WingTsun do Wing Chun, "Os seus traços comuns são que durante as lutas os lutadores destes sistemas preferem passos curtos e combate a curta distância, com os seus braços colocados próximos do peito, os cotovelos para baixo e mantidos junto aos flancos para os protegerem. Outra característica destes sistemas de wu shu kung-fu é que, ao contrário dos do Norte da China, as suas formas são bastante simples" (Leung, 1978, p. 30).
Os característicos ombros curvos e peito côncavo dos estilos hacá são os traços que os distinguem dos estilos de Fujian.
Até à geração dos mestres Lau Shui e Lum Wing-Fay, o estilo Louva-a-Deus do Sul era ensinado exclusivamente a hacás.
Outros estilos relacionados com o Hakka Kuen incluem o estilo do Vagabundo, Kung Fu do Dragão, e Bak Mei.
1. ↑ Estilo do Vagabundo (流民派; pinyin: Liúmín Pài;  Cantonense de Yale: Lau4 man4 Paai1; pinjim Hakka: Liu2 min2 Pai5)